# Torreya taxifolia
Torreya taxifolia (торея тисолиста) — вид хвойних рослин родини тисових.

## Поширення, екологія
Країни проживання: США (Флорида, Джорджія). Зростає уздовж вапнякових круч на річці Апалачікола в регіоні з теплим і вологим кліматом, іноді з впливом взимку холодних хвиль з півночі, що опускають температуру нижче точки замерзання. Росте в основному в тіні лісистих ущелин і на крутих, пн. схилах під покровом Fagus grandifolia, Liriodendron tulipifera, Acer barbatum, Liquidambar styraciflua, Quercus alba, Pinus taeda, Pinus glabra. Часто ці ліси обвішані лозами (наприклад, Smilax, Bignonia capreolata). Інша рідкісна хвойна рослина, Taxus floridana, іноді зростає з T. taxifolia.

## Морфологія
Дерева до 13(18) м у висоту; Стовбур до 80 см діаметром. Крона, швидше, відкрита, конічна. Гілки розлогі злегка опущені; 2-річні гілки жовтувато-зелені, жовтувато-коричневі, або сірі. Листки 1.5–3.8 см, знизу 2 сіруваті смуги, випускає смердючий запах при розтиранні. Пилкові шишки блідо-жовті. Насіння (включаючи шкірку) 2,5–3,5 см; аріли сизі, темно-зелені, з фіолетовими прожилками.

## Використання
В 20 столітті широко використовувалась для будівельних матеріалів, будівництва річкових човнів та як новорічні ялинки. Після 1950 року, він вид занадто рідкісним, щоб бути використаним.

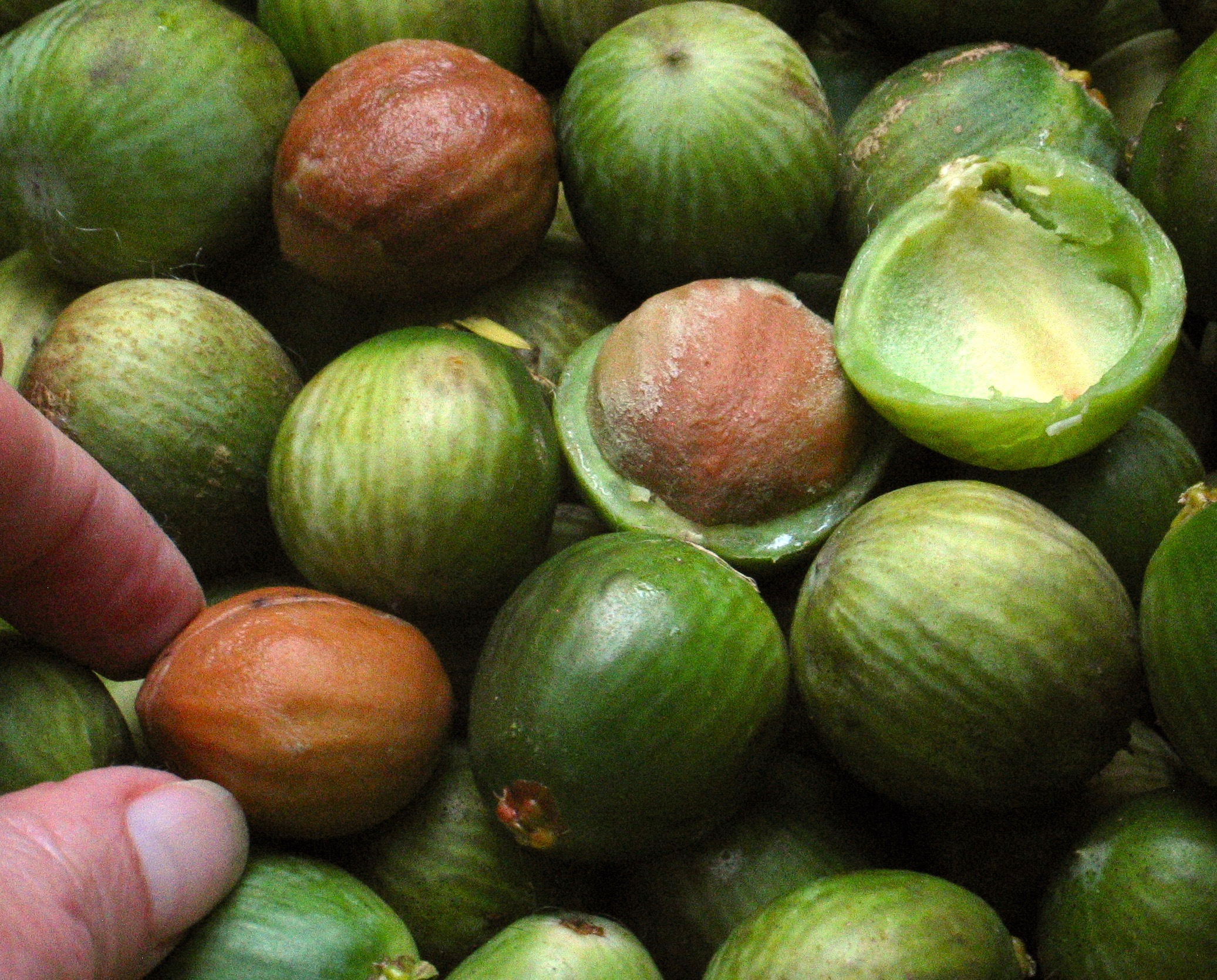
Плоди

## Загрози та охорона
Найбільш значною загрозою нині є триваюче порушення репродуктивної функції, що пов'язано з грибковими патогенами. Поранення гілок оленями є додатковою проблемою, тому що викликає фізичне пошкодження, а також можливо передає захворювання. Аналізи життєздатності населення показують, що вимирання в рідному ареалі виду неминуче. Більшість його діапазону поширення знаходиться в межах охоронних територій.